# Маріко Суґа
Суґа Маріко (яп. 菅真 理子; нар. 1953, Сімідзу, Японія) — перша леді Японії з 16 вересня 2020 року до 4 жовтня 2021 року. Дружина японського прем'єр-міністра Йосіхіде Суґа.

## Життєпис
Народилась у місті Сімідзу, префектурі Сідзуока. Батьки керували оптовою продуктовою компанією. Навчалась у молодшій середній школі Сідзуока при педагогічному факультеті університету Сідзуока. Була членкинею волейбольного клубу в молодшій школі.
Закінчивши молодшу школу, вона вступила до середньої школи префектури Сідзуока Сімідзу Хігасі.
Після закінчення середньої школи, вона вступила до Жіночого університету Сідзуока.
У 1980 році одружилась із Йосіхіде Суґа, у них народилось 3 дітей.